# Цетнер, Юзеф
Юзеф Цетнер (пол. Józef Cetner; 17 февраля 1887, Тарнополь — 5 июля 1965, Краков) — польский скрипач и музыкальный педагог.
Учился во Львове и Вене. Профессор Силезской консерватории в Катовице (1923—1939) и Вроцлавской Высшей школы музыки (с 1957 г.). Его учениками были, в частности, Михал Списак и Эдвард Статкевич.